# Thoro Harris
Thoro Harris, född 31 mars 1874 i Washington, D.C., död 27 mars 1955 i Eureka Springs i Arkansas, var en amerikansk sångboksutgivare och psalmförfattare. Han finns representerad med sånger i Segertoner 1930 och Frälsningsarméns sångbok 1990.

## Sånger
- Dyra anleten jag än ser i minnet
- Jesus, du för mig vandrat korsets stig
- Jesus skall komma med änglarnas här
- Jesus är min högsta glädje
- Åter till bibeln, boken om vår frälsning